# Hironobu Sakaguchi

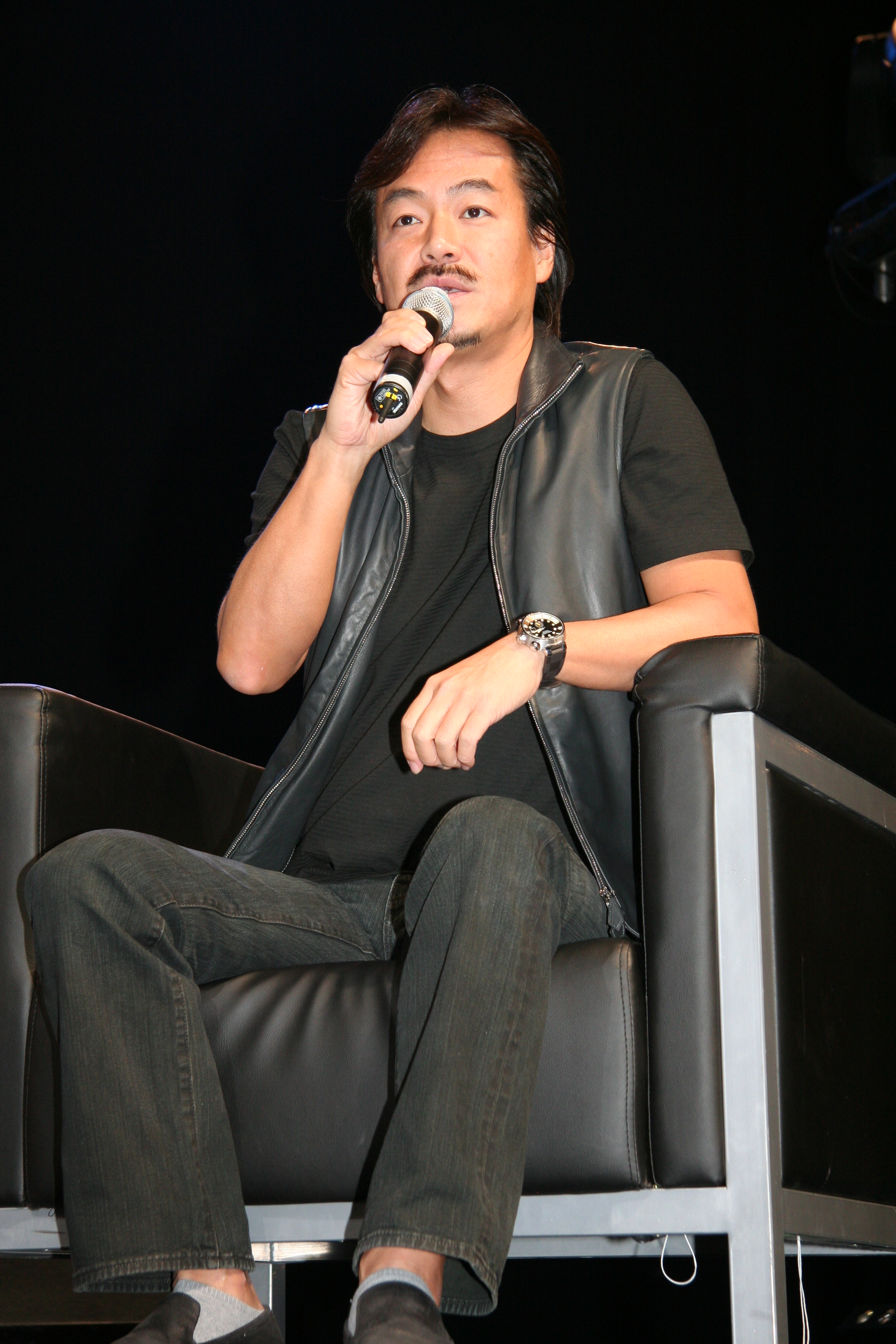
Hironobu Sakaguchi

Hironobu Sakaguchi (jap. 坂口博信 Sakaguchi Hironobu; ur. 25 listopada 1962 roku w Hitachi) – japoński projektant gier komputerowych, były pracownik Square Enix, prezes Mistwalker.

## Życiorys
Jako student bardzo interesował się komputerami, m.in. Apple II. Grał w wiele gier, jednak kiedyś, gdy zaczęły go już nudzić, postanowił sam nauczyć się programowania i tworzyć własne gry na komputery osobiste.
Mając 21 lat, w 1983 roku, dostał pracę dorywczą w Square, Co. Ltd., wtedy firmą, która zajmowała się oprogramowaniem dla jednej z elektrowni w Tokushima. Trzy lata później, gdy Square stało się samodzielną firmą, został dyrektorem od spraw planowania i rozwoju. Zajmował się głównie grami na platformy NES i PC. Na przełomie 1985/86 roku, sprowadził do firmy dobrze zapowiadającego się kompozytora muzycznego, Nobuo Uematsu.
W 1987 roku, gdy firmie groziło bankructwo, Sakaguchi zaproponował szefostwu stworzenie gry podobnej do wydanej rok wcześniej przez Enix, Dragon Quest. Pomysł ten się spodobał i ironicznie, nazwano tę grę Final Fantasy, jako że miała być ona ostatnią fantazją jej twórców na wybicie się na szczyt. Gra odniosła fenomenalny sukces i to głównie dzięki temu Sakaguchi awansował na zastępcę prezesa Square, Co. Ltd. w 1991 roku. W 1995 roku został przeniesiony do Stanów Zjednoczonych i został tam prezesem Square LA, Inc.
W maju 2000 roku Sakaguchi otrzymał wyróżnienie w Galerii Sław podczas Trzeciego Dorocznego Rozdania Nagród za Osiągnięcia Interaktywne w Los Angeles podczas targów Electronic Entertainment Expo (E3). Uzasadnieniem wyróżnienia był jego „długotrwały, powalający i inspirujący wkład w świat interaktywnej rozrywki”. W tym samym roku został on reżyserem filmu interaktywnego Final Fantasy: The Spirits Within. Niestety, okazał się on ogromną finansową klapą, przez co w lutym 2001 roku Sakaguchi zrezygnował ze swojej pozycji wiceprezesa Square, Co. Ltd.

## Przyszłość
W 2001 roku Sakaguchi zarejestrował w Japonii znak towarowy Mistwalker. Dopiero trzy lata później okazało się, że jest to jego nowa firma zajmująca się tworzeniem gier na różne platformy sprzętowe. Pomimo swojego odejścia, nie zaprzestaje on pomagać Square-Enix przy tworzeniu kolejnych gier z serii Final Fantasy.

## Gry
Gry zostały uszeregowane alfabetycznie
- Blue Dragon (2006)
- Bushido Blade (1997)
- Chocobo Racing (1999)
- Seria Final Fantasy (od 1987)
- Seria Chrono (1995, 1999)
- Seria Saga Frontier (1997, 2000, 2003)
- Bahamut Lagoon (1996)
- Brave Fencer Musashi (1998)
- Bushido Blade (1997)
- Chocobo Racing (1999)
- Einhänder (1997)
- Ehrgeiz (1998)
- Kingdom Hearts (2002)
- Parasite Eve (1998)
- Parasite Eve 2 (2000)
- Rad Racer (1987)
- Super Mario RPG: Legend of the Seven Stars (1996)
- The Bouncer (2001)
- The Last Story (2011)
- Vagrant Story (2000)
- Xenogears (1998)